# Bou de Tarragona

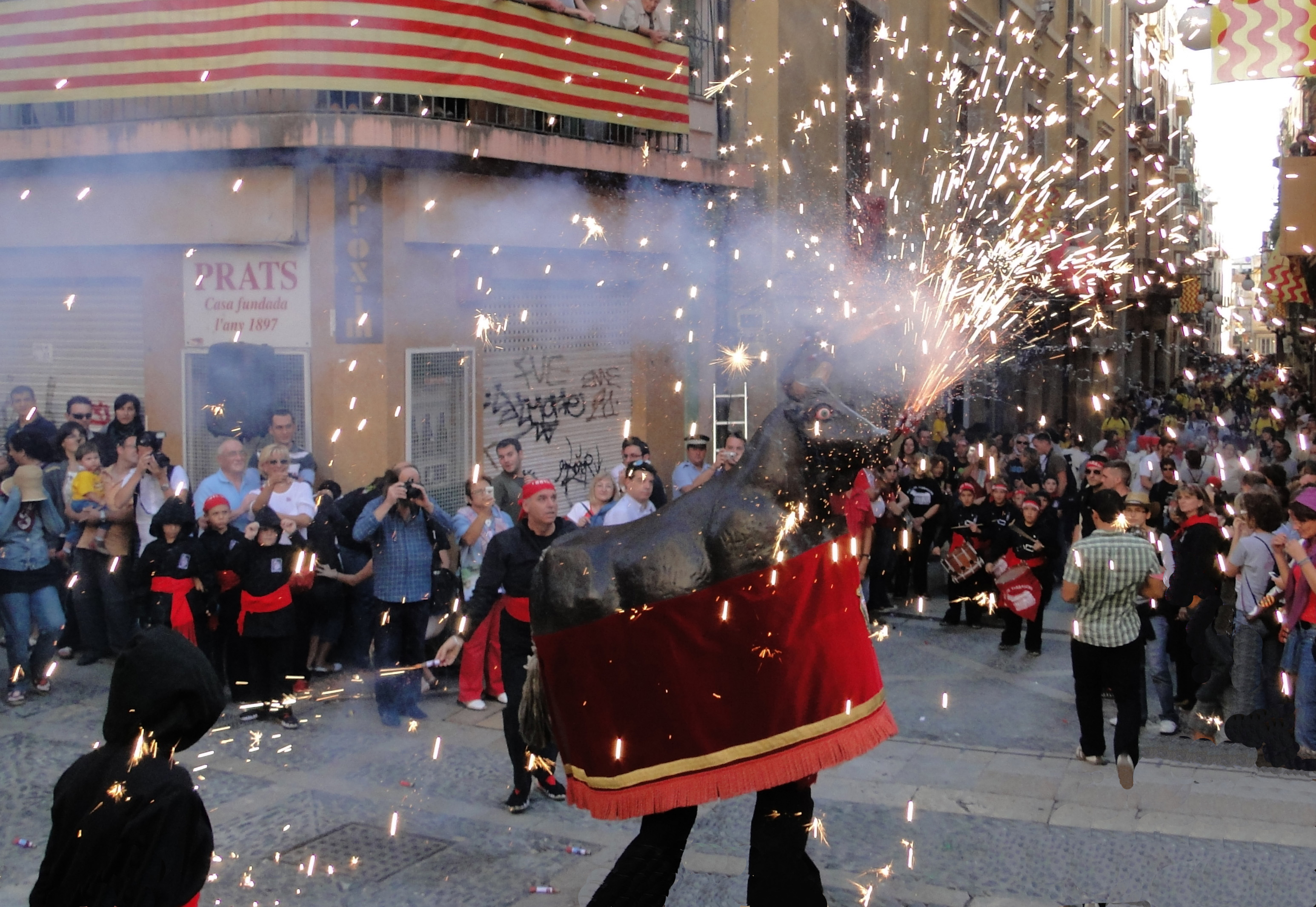
El Bou encès

El Bou de Tarragona és una figura zoomòrfica que desfila al Seguici Popular de Tarragona. La bèstia vesteix un mantell vermell que oculta les cames dels dos portadors que el carreguen. A cada banya hi du un punt de foc, que juntament amb els quatre del musell conformen el component pirotècnic. Els seus portadors van amb samarreta i pantalons negres i faixa i mocador vermells, és acompanyat per un grup de timbalers.

## Història
El Bou de Tarragona fou construït per Montserrat Canudas Rovira, es bassa en l'origen de mitjans del segle XV en l'escenificació del naixement de Jesús, on compartia escenari amb la Mulassa, tot i que tenien papers antagònics. El Bou donava calor a l'infant i conseqüentment simbolitzava el bé, mentre que la Mula, indiferent, es menjava la palla que abrigava al nen. El brau de per si ja té connotacions religioses, ja que és l'emblema de Sant Lluc Evangelista. Els elements pirotècnics es van incorporar posteriorment per donar espectacularitat a la peça.
El Bou es va recuperar l'any 1992 per l'Associació de Veïns de Sant Pere i Sant Pau de Tarragona i el 2002 es va crear una entitat autònoma gestionadora de la bèstia: l'Associació de Portadors del Bou de Tarragona. Els autors de la peça són Montserrat Canudas (disseny) i Joan Salvadó (fusteria).